# Artère auriculaire postérieure

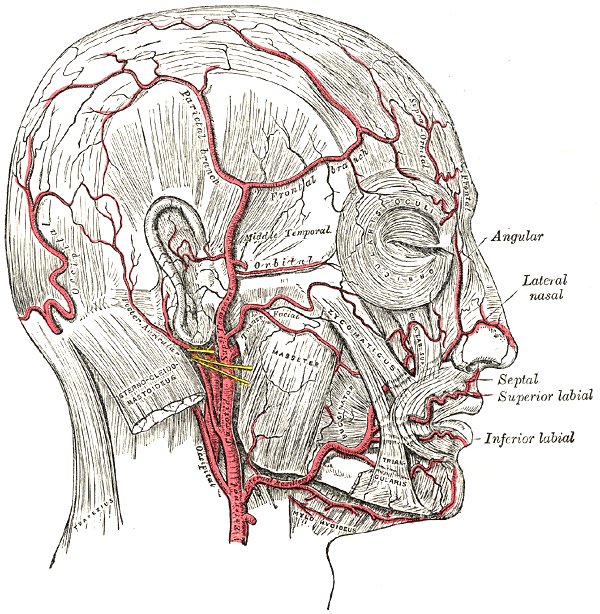
Artères du scalp et de la face.

L'artère auriculaire postérieure (ou artère rétroauriculaire) est une petite artère systémique de la tête. Elle vascularise la région mastoïdienne et occipitale, le pavillon de l'oreille et la glande parotide.

## Origine
L'artère auriculaire postérieure est la dernière collatérale de l'artère carotide externe avant sa division terminale en artère maxillaire et artère temporale superficielle. Elle naît de sa face postérieure, généralement en dessous ou au niveau du bord supérieur du muscle stylo-hyoïdien et du ventre postérieur du muscle digastrique. On peut parfois observer des variations anatomiques, notamment un tronc commun aux artères auriculaire postérieure, occipitale ou pharyngienne ascendante. Il arrive que l'artère auriculaire postérieure soit absente, elle est alors remplacée par l'artère occipitale. Inversement, en cas de déficience des artères occipitale ou temporale superficielle, on observe une compensation par l'artère auriculaire postérieure qui est alors plus large.

## Trajet
L'artère auriculaire postérieure se dirige vers le haut et en arrière. Elle est recouverte par la glande parotide qu'elle vascularise dans sa partie supérieure par le rameau parotidien de l'artère auriculaire postérieure . 
Elle passe en dehors de l'artère carotide interne, de la veine jugulaire interne et des nerfs glosso-pharyngien, hypoglosse, vague et accessoire. Elle donne une ou plusieurs branches dans les espaces préstylien et rétrostylien destinées au nerf facial. On peut ainsi observer une paralysie faciale en cas de sacrifice de l'artère auriculaire postérieure lors de certaines chirurgies,.
L'artère auriculaire postérieure est ensuite contournée par le nerf facial, et donne à ce niveau une collatérale : l'artère stylo-mastoïdienne. Celle-ci, qui provient parfois de l'artère occipitale. Elle pénètre dans le canal facial avec le nerf facial par le foramen stylo-mastoïdien. Elle participe à la vascularisation du muscle de l'étrier, de la caisse du tympan et des canaux semi-circulaires et s'anastomose avec des branches de l'artère méningée moyenne.
L'artère auriculaire postérieure passe ensuite entre le cartilage de l'oreille et le processus mastoïde de l'os temporal. Elle irrigue les téguments de la région mastoïdienne via des rameaux mastoïdiens et se divise en deux branches terminales : un rameau auriculaire et un rameau occipital.
Au cours de son trajet, l'artère auriculaire postérieure donne également plusieurs rameaux musculaires pour les muscles digastrique, stylo-hyoïdien, sterno-cléido-mastoïdien et auriculaire postérieur.

## Terminaison
La branche auriculaire remonte derrière l'oreille et s'anastomose avec les branches auriculaires antérieures de l'artère temporale superficielle. La branche occipitale se poursuit vers l'arrière du crâne pour rejoindre les rameaux de l'artère occipitale.